# طیف‌سنجی تونل‌زنی الکترون ناکشسان

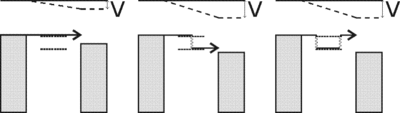
یک نقشه شماتیک از سیستم تحت بررسی، با دو کنتاکت فلزی (مخزن چپ و راست)، یک مولکول در (سطح الکترونیکی پل) و یک ولتاژ اعمال شده بین دو کنتاکت است. حد پهنای باند برای هر دو کنتاکت در نظر گرفته شده است.

طیف‌سنجی تونل زنی الکترون غیرالاستیک (IETS) یک ابزار تجربی برای مطالعه ارتعاشات جذب‌شده مولکولی روی اکسیدهای فلزی است. طیف‌های ارتعاشی جذب‌کننده‌ها با وضوح بالا (< ۰٫۵ میلی الکترون ولت) و حساسیت بالا (<13 10 مولکول برای ارائه یک طیف مورد نیاز هستند). یک مزیت اضافی این واقعیت است که انتقال‌های ممنوعه نوری نیز ممکن است مشاهده شوند. در داخل IETS، یک لایه اکسید با مولکول‌های جذب شده روی آن بین دو صفحه فلزی قرار می‌گیرد. یک ولتاژ بایاس بین دو کنتاکت اعمال می‌شود. نمودار انرژی دستگاه فلز-اکسید-فلز تحت بایاس در شکل بالا نشان داده شده است. کنتاکت‌های فلزی با چگالی ثابت حالت‌ها مشخص می‌شوند که تا انرژی فرمی پر شده‌اند. فلزات برابر فرض می‌شوند. مواد جذب شده روی مواد اکسیدی قرار دارند. آنها با یک پل الکترونیکی تک پل نشان داده می‌شوند که خط چین بالایی است. اگر عایق به اندازه کافی نازک باشد، احتمال کمی وجود دارد که الکترون فرودی از سد عبور کند. از آنجایی که انرژی الکترون توسط این فرایند تغییر نمی‌کند، این یک فرایند الاستیک است. این در شکل سمت چپ نشان داده شده است.
برخی از الکترون‌های تونل زنی می‌توانند با ارتعاشات برانگیخته اکسید یا جذب، انرژی خود را از دست بدهند. این فرآیندهای غیر کشسان منجر به یک مسیر تونل زنی دوم می‌شود که سهم جریان اضافی را به جریان تونل می‌دهد. از آنجایی که الکترون فرودی باید انرژی کافی برای برانگیختن این ارتعاش را داشته باشد، حداقل انرژی وجود دارد که شروع این فرایند (غیر الاستیک) است. این در شکل وسط نشان داده شده است، جایی که خط چین پایین یک حالت ویبرونیک است. این حداقل انرژی برای الکترون با حداقل ولتاژ بایاس مطابقت دارد که شروع سهم اضافی است. سهم غیر کشسان جریان در مقایسه با جریان تونل زنی الاستیک (~۰٫۱٪) کم است و همان‌طور که در شکل پایین مشاهده می‌شود به وضوح به عنوان یک اوج در مشتق دوم جریان به ولتاژ بایاس دیده می‌شود.
با این حال، اصلاح مهمی در مولفه الاستیک جریان تونل در آغاز وجود دارد. این یک اثر مرتبه دوم در جفت شدن ارتعاش الکترون است، جایی که یک ارتعاش ساطع می‌شود و دوباره جذب می‌شود یا برعکس. این در شکل بالای سمت راست نشان داده شده است. بسته به پارامترهای انرژی سیستم، این تصحیح ممکن است منفی باشد و ممکن است از سهم مثبت جریان غیرکشسانی بیشتر باشد و در نتیجه طیف IETS کاهش یابد. این به‌طور تجربی در هر دو IETS معمولی و در STM-IETS تأیید شده است و همچنین به صورت تئوری پیش‌بینی می‌شود. نه تنها اوج‌ها و شیب‌ها ممکن است مشاهده شوند، بلکه بسته به پارامترهای انرژی، ویژگی‌های مشتق مانند نیز ممکن است، هم به صورت تجربی و از لحاظ نظری، مشاهده شوند.
STM-IETS

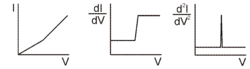
تغییر شیب در جریان در مقابل ولتاژ منجر به یک پله در مشتق اول و به یک خط عمودی در مشتق دوم جریان به ولتاژ می‌شود.

با نگه داشتن نوک یک میکروسکوپ تونل زنی روبشی (STM) در موقعیت ثابت روی سطح و جاروب کردن ولتاژ بایاس، می‌توان یک مشخصه I-V را ثبت کرد. این تکنیک طیف سنجی تونل زنی روبشی (STS) نامیده می‌شود. مشتق اول اطلاعاتی در مورد چگالی محلی حالات (LDOS) زیرلایه می‌دهد، با این فرض که نقطه اوج دارای چگالی ثابتی از حالات است. مشتق دوم مانند IETS اطلاعاتی در مورد ارتعاشات جذب می‌دهد، به همین دلیل است که این تکنیک معمولاً STM-IETS نامیده می‌شود. در این مورد نقش لایه اکسید عایق توسط شکاف بین نقطه اوج و ماده جاذب ایفا می‌شود.
STM-IETS برای اولین بار توسط Stipe, Rezaei و Ho در سال ۱۹۹۸، هفده سال پس از توسعه STM، به نمایش گذاشته شد. الزامات دماهای برودتی و پایداری مکانیکی شدید (ارتعاشات مکانیکی نقطه اوج روی ماده جاذب باید دامنه‌ای در محدوده پیکومتر یا کمتر داشته باشد) تحقق این تکنیک را از نظر تجربی چالش‌برانگیز می‌سازد.
در سال‌های اخیر اتصالات انتقال مولکولی با یک مولکول بین دو الکترود، گاهی اوقات با یک درگاه الکترود اضافی در نزدیکی مولکول تولید شده است. مزیت این روش در مقایسه با STM-IETS این است که بین هر دو الکترود و ماده جاذب تماس وجود دارد، در حالی که در STM-IETS همیشه یک شکاف تونلی بین نقطه اوج و جاذب وجود دارد. نقطه ضعف این روش این است که از نظر تجربی ایجاد و شناسایی یک اتصال دقیقاً با یک مولکول بین الکترودها بسیار چالش‌برانگیز است.
تکنیک STM-IETS توسط Andreas J. Heinrich , JA Gupta, C. Lutz و Don Eigler در سال ۲۰۰۴ در IBM Almaden به برانگیختگی‌های اسپین یک اتم منفرد تعمیم داده شد. به‌طور خاص، آنها انتقال بین حالت‌های تقسیم زیمن اتم منگنز را بر روی سطوح مختلف رسانای سطوح پوشیده شده با لایه‌های نازک عایق بررسی کردند. این تکنیک بعداً برای بررسی انتقال اسپین اتمی زنجیره‌های اسپین منگنز تا ۱۰ اتم، که یکی یکی مونتاژ شده‌اند، نیز در IBM Almaden در سال ۲۰۰۶ در تیمی به سرپرستی آندریاس جی. هاینریش به کار گرفته شد. نتایج نشان داد که زنجیره اسپین منگنز تحقق مدل تک بعدی هایزنبرگ برای اسپین‌های S=۵/۲ است. STM-IETS همچنین برای اندازه‌گیری انتقال اسپین اتمی تقسیم شده توسط ناهمسانگردی مغناطیسی تک یونی تک تک اتم‌ها و مولکول‌ها استفاده شد. مکانیسم فیزیکی زیربنایی که به الکترون‌های تونل زنی اجازه می‌دهد تا انتقال اسپین اتمی را تحریک کنند، توسط چندین نویسنده مورد مطالعه قرار گرفته است. در حالی که متداول‌ترین حالت کار پروب‌ها تحریکات را از حالت پایه به حالت‌های برانگیخته می‌چرخانند، امکان دور کردن سیستم از تعادل و انتقال کاوشگر بین حالت‌های برانگیخته و همچنین امکان کنترل جهت‌گیری اسپین اتم‌های منفرد با اسپین قطبی شده وجود دارد. جریان نیز گزارش شده است. در مورد ساختارهای اسپین جفت شده، این تکنیک نه تنها اطلاعاتی در مورد تحریکات اسپین انرژی‌ها ارائه می‌دهد، بلکه همچنین در مورد گسترش آنها در سراسر ساختار ارائه می‌دهد، که امکان تصویربرداری از حالت‌های موج اسپین در زنجیره‌های اسپین مهندسی شده نانو را فراهم می‌کند.